# Serica bidigitata
Serica bidigitata är en skalbaggsart som beskrevs av Ahrens 2000. Serica bidigitata ingår i släktet Serica och familjen Melolonthidae. Inga underarter finns listade i Catalogue of Life.